# Demotech
Demotech is een in 1975 opgerichte ideële stichting, die ontwerpen voor derdewereldlanden maakt met betrekking tot voornamelijk landbouwirrigatie en sanitair.
De stichting heeft werkplaatsen gehad op het Koninklijk Instituut voor de Tropen in Amsterdam, in een kerk in Utrecht en in een oude stal in Dieren. Sinds 2004 heeft de organisatie een werkplaats en kantoor in Landbouwbelang in Maastricht, een oude gekraakte fabriek. Demotech heeft een groep vrijwilligers om zich heen verzameld, en is een stageplaats voor studenten van de Universiteit Maastricht en de Technische Universiteit Eindhoven.

## Werkwijze

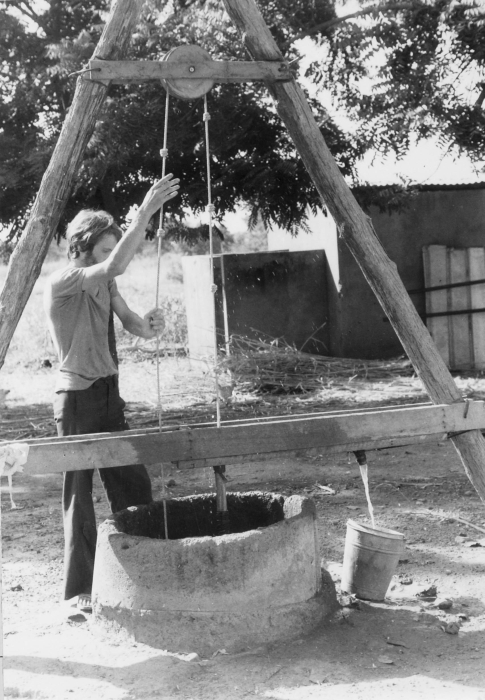
Een expert van Demotech demonstreert de werking van een door hem ontwikkelde waterpomp in de regio van Ouargaye in het zuiden van Burkina Faso

Demotech stelt deze ontwerpen belangeloos beschikbaar via de eigen website aan mensen in de derde wereld. Het gaat daarbij om "design for self-reliance" ontwerpen waarin hightech principes, zijn vertaald naar een uitvoering die handwerkslieden en boeren in arme landen zelf kunnen begrijpen, zelf maken en zelf onderhouden.
De gebruikte materialen zoals hout, oude autobandenrubber, bamboe, cement, touw en betonijzer zijn goedkoop, overal te krijgen en vergen geen gespecialiseerd gereedschap om te bewerken. De man achter Demotech, Reinder van Tijen, (1932- ) werd in 2008 voor zijn werk met Demotech onderscheiden als Ridder in de Orde van Oranje Nassau.

## Producten / projecten
Alle producten van Demotech zijn zo ontworpen dat mensen in de derde wereld ze zelf zouden moeten kunnen maken en onderhouden met lokale materialen. Mensen van Demotech maken ter plekke, samen met de lokale bevolking, een aangepaste versie van bijvoorbeeld een waterpomp of een waterhouder. Dit aangepaste ontwerp kan de lokale bevolking vervolgens kopiëren.
De projectnaam van Demotechs waterhouder is 'hygiene to you' (Hy2U, 2007). Het ontwerp van de waterhouder is getest in Ghana.